# Halma
Halma je strategická desková hra pro dva nebo čtyři hráče, kterou vymyslel v roce 1880 americký chirurg George Howard Monks. Hraje se na hracím plánu tvořeném čtvercovou sítí 16×16 polí. Každý hráč má 13 figurek jedné barvy (při dvou hráčích má každý 19 figurek).
Existuje i trojúhelníková verze této hry, která je určena pro 3 až 6 hráčů známá jako čínská dáma.
Cílem hry je převést všechny své figurky z jednoho rohu do rohu protilehlého. Hráč přitom může buď posunout figurku na libovolné sousední volné pole, nebo přeskočit libovolnou sousední figurku, je-li pole za ní neobsazené. Je možné provést takzvaný vícenásobný skok, čili přeskočit několik figurek po sobě. Nelze ovšem přeskakovat přes dvě a více figurek stojících na sousedních polích.
Halma bývá řazena ke klasickým deskovým hrám.